# Alkanna angustifolia
Alkanna angustifolia är en strävbladig växtart som beskrevs av H. Sümbül. Alkanna angustifolia ingår i släktet Alkanna och familjen strävbladiga växter. Inga underarter finns listade i Catalogue of Life.